# Парчам
Парчам (у преводу "застава") била је фракција унутар комунистичке Народне демократске партије Авганистана. Фракција је формирана непосредно након оснутка партије 1965, након идеолошких раскола у НДПА.

## Идеологија
Њена идеологија била је полаган прелазак у социјализам у Авганистану, пошто та држава није била индустријализована, те према њима није могла прећи у револуцију пролетеријата. Парчам је била су супарништву са другом комунистичком фракцијом унутар партије, радикалним Халком. Док су Халкисти првенствено били рурални Паштуни, Парчамисте су подржавали становници средње класе из урбаних градских средишта.

## Историјат
Државни удар 1973. доживео је снажну подршку Парчамиста, посебно оних унутар авганистанске војске. Након успеха државног удара, многи Парчамисти су имали високе положаје у влади и снагама безбедности председника Мохамеда Дауда Кана.
Године 1977. Парчам је успео да се помири с фракцијом Халк, а након Саур револуције 1978. многи су Парчамисти били заступљени у првој влади Халка. Врло брзо након револуције, међутим, Парчамисти су поновно избачени из владе од стране тврдолинијашког водства Мухамада Таракија, који се строго противио њиховом наводном "ревизионизму", а режим је на крају ушао у владавину терора, затварајући и погубљујући многе Парчамисте који су били оптужени за одступања од марксизма-лењинизма.
Влада Халка спроводила је радикалне реформе након Саур револуције, што је довело до побуне међу становништвом Афганистана. Године 1978. избио је грађански рат, а годину дана касније, совјетска војна инвазија Авганистана. Парчамисти су власт у Авганистану преузели 1979. и сменили претходног халкистичког председника, Хафизулу Амина. За време целе своје владавине имали су подршку Совјетског Савеза до 1989. године, када се Совјетска армија повукла иѕ Авганистана. Након тога је центална власт Народна демократске партије Авганистана почела да слаби.

## Наслеђе
Јуна 1990, Народна демократска партија Авганистана предвођена Парчамом претворила се у Ватан странку (Отаџбинска странка). Све референце на марксизам-лењинизам уклоњене су из страначког манифеста, а уместо тога прихваћена јединствена ааганистанска верзија исламског социјализма.
Странка Ватан службено је забрањена у Авганистану 6. маја 1992. године. Било је бројних покушаја поновног покретања странке, укључујући авганистанску Ватан странку Мир Афгхан Баварија и Ватан странку генерала Абдула Џабара Кахрамана.